# 罗德里戈·鲁伊斯
罗德里戈·鲁伊斯（西班牙語：Rodrigo Ruiz，1923年4月14日—1999年5月5日），墨西哥男子足球运动员，司职后卫。他曾代表墨西哥国家队参加1950年国际足联世界杯，结果队伍止步小组赛阶段。